# تغرات (أقصري)
تغرات هي إحدى مشيخات المملكة المغربية، تتبع جغرافيا لعمالة أكادير إدا وتنان وإداريًا لأقصري. يقدر عدد سكانها بـ 384 نسمة حسب الإحصاء الرسمي للسكان والسكنى لسنة 2004.